# Регіональні чемпіонати з футболу в Україні
Регіональні змагання з футболу в Україні — футбольні змагання в Україні, які проводять Регіональні федерації футболу України.
Регіональні змагання — це п'ятий (і нижче) рівні в українській футбольній ієрархії після Прем'єр-ліги (під управлінням ОФПКУ «Прем'єр-ліга»), першої та другої ліг (під управлінням Професіональної футбольної ліги України) та чемпіонату України серед аматорів (під управлінням Асоціації аматорського футболу України).

## Рівні регіональних чемпіонатів
Станом на 4 липня 2025 року
| Ліги                    | 5 рівень                                             | 6 рівень               | 7 рівень               | 8 рівень                                                                                    |
| ----------------------- | ---------------------------------------------------- | ---------------------- | ---------------------- | ------------------------------------------------------------------------------------------- |
| А.Р. Крим і Севастополь | тимчасово не проводиться                             | -                      | -                      | -                                                                                           |
| Вінницька обл.          | Чемпіонат області (6 клубів)                         | -                      | -                      | -                                                                                           |
| Волинська обл.          | Вища ліга (9 клубів)                                 | -                      | -                      | -                                                                                           |
| Дніпропетровська обл.   | Суперліга (8 клубів)                                 | -                      | -                      | -                                                                                           |
| Донецька обл.           | тимчасово не проводиться                             | -                      | -                      | -                                                                                           |
| Житомирська обл.        | Вища ліга (9 клубів)                                 | -                      | -                      | -                                                                                           |
| Закарпатська обл.       | Вища ліга: Захід (6 клубів), Схід (5 клубів)         | -                      | -                      | -                                                                                           |
| Запорізька обл.         | тимчасово не проводиться                             | -                      | -                      | -                                                                                           |
| Івано-Франківська обл.  | Перша ліга (9 клубів)                                | Друга ліга (14 клубів) | -                      | -                                                                                           |
| Київська обл.           | Вища ліга (12 клубів)                                | -                      | -                      | -                                                                                           |
| Кіровоградська обл.     | Вища ліга (9 клубів)                                 | -                      | -                      | -                                                                                           |
| Луганська обл.          | тимчасово не проводиться                             | -                      | -                      | -                                                                                           |
| Львівська обл.          | Прем'єр-ліга (13 клубів)                             | Перша ліга (12 клубів) | Друга ліга (12 клубів) | Третя ліга: Група 1 (10 клубів) Група 2 (10 клубів) Група 3 (10 клубів) Група 4 (10 клубів) |
| Миколаївська обл.       | тимчасово не проводиться                             | -                      | -                      | -                                                                                           |
| Одеська обл.            | Вища ліга (6 клубів)                                 | -                      | -                      | -                                                                                           |
| Полтавська обл.         | Вища ліга (8 клубів)                                 | Перша ліга (7 клубів)  | -                      | -                                                                                           |
| Рівненська обл.         | Вища ліга (6 клубів)                                 | -                      | -                      | -                                                                                           |
| Сумська обл.            | Вища ліга: Група А (4 клуби), Група Б (5 клубів)     | -                      | -                      | -                                                                                           |
| Тернопільська обл.      | Вища ліга (14 клубів)                                | -                      | -                      | -                                                                                           |
| Харківська обл.         | Чемпіонат області (11 клубів)                        | -                      | -                      | -                                                                                           |
| Херсонська обл.         | тимчасово не проводиться                             | -                      | -                      | -                                                                                           |
| Хмельницька обл.        | Чемпіонат області (7 клубів)                         | -                      | -                      | -                                                                                           |
| Черкаська обл.          | Вища ліга (10 клубів)                                | Перша ліга (6 клубів)  | -                      | -                                                                                           |
| Чернівецька обл.        | Прем'єр-ліга: Група А (8 клубів), Група Б (9 клубів) | -                      | -                      | -                                                                                           |
| Чернігівська обл.       | Чемпіонат області (5 клубів)                         | -                      | -                      | -                                                                                           |
| м. Київ                 | Вища ліга: Група 1 (7 клубів), Група 2 (7 клубів)    | -                      | -                      | -                                                                                           |